# Mistrzostwa Świata w Piłce Siatkowej Mężczyzn 1952
II Mistrzostwa Świata w Piłce Siatkowej Mężczyzn odbyły się w dniach 17-29 sierpnia 1952 roku w Moskwie w ZSRR. Mecze odbywały się na otwartym stadionie Dinama Moskwa. Jednocześnie w tym samym miejscu odbywały się I Mistrzostwa Świata w Piłce Siatkowej Kobiet.
Związek Radziecki obronił tytuł mistrza świata, nie przegrywając w całym turnieju ani jednego seta. Drugi srebrny medal zdobyła Czechosłowacja, a drugi brązowy medal - Bułgaria.

## System rozgrywek
W fazie grupowej jedenaście drużyn podzielono na trzy grupy (A, B, C). W grupie A i B znajdowały się cztery zespoły, natomiast w grupie C - trzy. Z każdej grupy po dwie najlepsze reprezentacje awansowały do finału A. Pozostałe drużyny rywalizowały o miejsca 7-11 w finale B. Finał A i finał B rozgrywane były systemem kołowym. O miejscu w grupach decydowały kolejno: liczba zdobytych punktów, stosunek setów, stosunek małych punktów.

## Drużyny uczestniczące
Do Mistrzostw Świata 1952 nie odbywały się eliminacje. Udział w nich wzięły wszystkie zgłoszone reprezentacje. Do turnieju przystąpiło jedenaście zespołów: osiem z Europy i trzy z Azji.

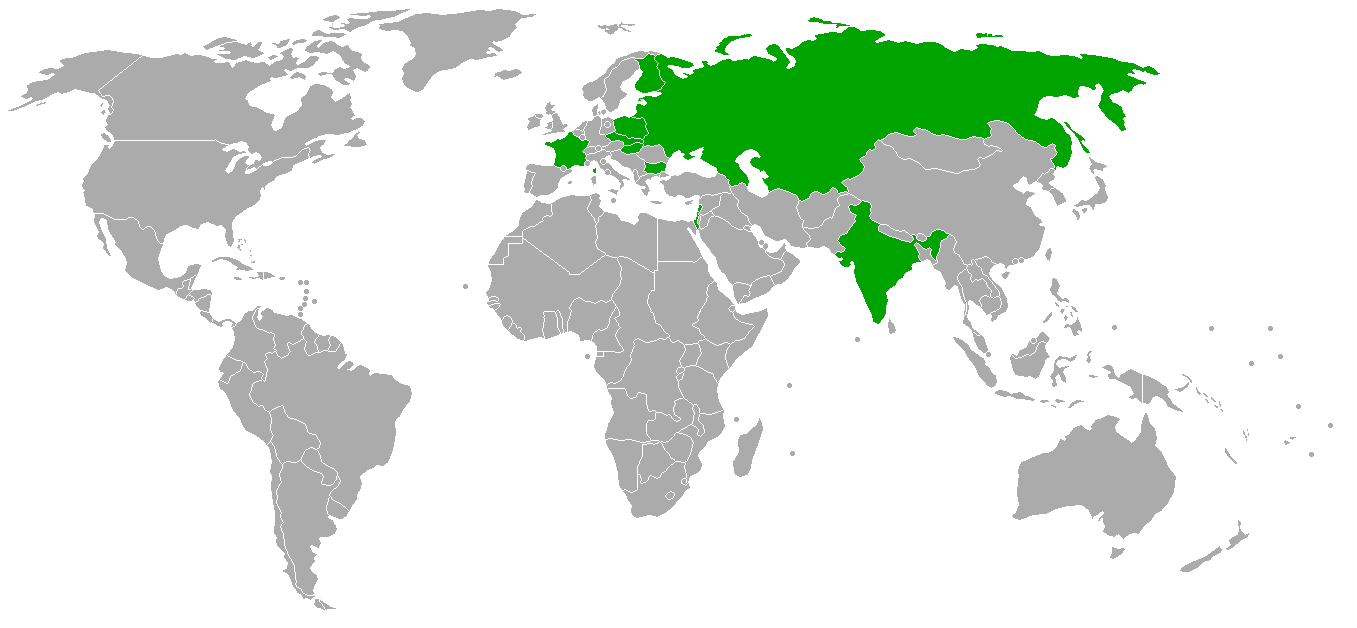
Państwa uczestniczące w mistrzostwach

| Grupa A                         | Grupa B                   | Grupa C                      |
| ------------------------------- | ------------------------- | ---------------------------- |
| Bułgaria Finlandia Polska Węgry | Izrael Liban Rumunia ZSRR | Czechosłowacja Francja Indie |

## Faza grupowa

### Grupa A
Tabela
| Lp. | Drużyna   | Pkt | Mecze | Mecze | Mecze | Sety | Sety | Sety  | Małe punkty | Małe punkty | Małe punkty |
| Lp. | Drużyna   | Pkt | M     | W     | P     | wyg. | prz. | ratio | zdob.       | str.        | ratio       |
| --- | --------- | --- | ----- | ----- | ----- | ---- | ---- | ----- | ----------- | ----------- | ----------- |
| 1   | Węgry     | 6   | 3     | 3     | 0     | 9    | 3    | 3.000 | 163         | 112         | 1.455       |
| 2   | Bułgaria  | 5   | 3     | 2     | 1     | 7    | 3    | 2.333 | 142         | 82          | 1.732       |
| 3   | Polska    | 4   | 3     | 1     | 2     | 5    | 6    | 0.833 | 122         | 127         | 0.961       |
| 4   | Finlandia | 3   | 3     | 0     | 3     | 0    | 9    | 0.000 | 29          | 135         | 0.215       |

Źródło: patrz niżej
Zasady ustalania kolejności: .
Punktacja: zwycięstwo – 2 pkt; porażka – 1 pkt
Wyniki spotkań
| 17.08.1952 | Polska | 3:0 (15:8, 15:5, 15:6) | Finlandia |

| 18.08.1952 | Węgry | 3:1 (15:13, 16:14, 9:15, 15:10) | Bułgaria |

| 19.08. 1952 | Węgry | 3:2 (8:15, 10:15, 15:9, 15:10, 15:6) | Polska |

| 19.08.1952 | Bułgaria | 3:0 (15:2, 15:0, 15:3) | Finlandia |

| 20.08.1952 | Węgry | 3:0 (15:1, 15:1, 15:3) | Finlandia |

| 20.08.1952 | Bułgaria | 3:0 (15:7, 15:5, 15:10) | Polska |

### Grupa B
Tabela
| Lp. | Drużyna | Pkt | Mecze | Mecze | Mecze | Sety | Sety | Sety  | Małe punkty | Małe punkty | Małe punkty |
| Lp. | Drużyna | Pkt | M     | W     | P     | wyg. | prz. | ratio | zdob.       | str.        | ratio       |
| --- | ------- | --- | ----- | ----- | ----- | ---- | ---- | ----- | ----------- | ----------- | ----------- |
| 1   | ZSRR    | 6   | 3     | 3     | 0     | 9    | 0    | MAX   | 135         | 35          | 3.857       |
| 2   | Rumunia | 5   | 3     | 2     | 1     | 6    | 3    | 2.000 | 110         | 79          | 1.392       |
| 3   | Izrael  | 4   | 3     | 1     | 2     | 3    | 6    | 0.500 | 75          | 115         | 0.652       |
| 4   | Liban   | 3   | 3     | 0     | 3     | 0    | 9    | 0.000 | 46          | 136         | 0.338       |

Źródło: patrz niżej
Zasady ustalania kolejności: .
Punktacja: zwycięstwo – 2 pkt; porażka – 1 pkt
Wyniki spotkań
| 17.08.1952 | Rumunia | 3:0 (15:9, 15:1, 15:2) | Liban |

| 18.08.1952 | ZSRR | 3:0 (15:2, 15:4, 15:1) | Izrael |

| 19.08.1952 | Izrael | 3:0 (15:6, 16:14, 15:6) | Liban |

| 19.08.1952 | ZSRR | 3:0 (15:10, 15:2, 15:8) | Rumunia |

| 20.08.1952 | Rumunia | 3:0 (15:10, 15:7, 15:5) | Izrael |

| 20.08.1952 | ZSRR | 3:0 (15:1, 15:1, 15:6) | Liban |

### Grupa C
Tabela
| Lp. | Drużyna        | Pkt | Mecze | Mecze | Mecze | Sety | Sety | Sety  | Małe punkty | Małe punkty | Małe punkty |
| Lp. | Drużyna        | Pkt | M     | W     | P     | wyg. | prz. | ratio | zdob.       | str.        | ratio       |
| --- | -------------- | --- | ----- | ----- | ----- | ---- | ---- | ----- | ----------- | ----------- | ----------- |
| 1   | Czechosłowacja | 4   | 2     | 2     | 0     | 6    | 0    | MAX   | 90          | 30          | 3.000       |
| 2   | Francja        | 3   | 2     | 1     | 1     | 3    | 3    | 1.000 | 54          | 65          | 0.831       |
| 3   | Indie          | 2   | 2     | 0     | 2     | 0    | 6    | 0.000 | 41          | 90          | 0.456       |

Źródło: patrz niżej
Zasady ustalania kolejności: .
Punktacja: zwycięstwo – 2 pkt; porażka – 1 pkt
Wyniki spotkań
| 18.08.1952 | Czechosłowacja | 3:0 (15:4, 15:2, 15:3) | Francja |

| 19.08.1952 | Francja | 3:0 (15:9, 15:3, 15:8) | Indie |

| 20.08.1952 | Czechosłowacja | 3:0 (15:10, 15:3, 15:8) | Indie |

## Faza finałowa

### Finał B
Tabela
| Lp. | Drużyna   | Pkt | Mecze | Mecze | Mecze | Sety | Sety | Sety  | Małe punkty | Małe punkty | Małe punkty |
| Lp. | Drużyna   | Pkt | M     | W     | P     | wyg. | prz. | ratio | zdob.       | str.        | ratio       |
| --- | --------- | --- | ----- | ----- | ----- | ---- | ---- | ----- | ----------- | ----------- | ----------- |
| 1   | Polska    | 8   | 4     | 4     | 0     | 12   | 0    | MAX   | 180         | 40          | 4.500       |
| 2   | Indie     | 7   | 4     | 3     | 1     | 9    | 3    | 3.000 | 158         | 101         | 1.564       |
| 3   | Liban     | 6   | 4     | 2     | 2     | 6    | 9    | 0.667 | 160         | 176         | 0.909       |
| 4   | Izrael    | 5   | 4     | 1     | 3     | 5    | 9    | 0.556 | 118         | 182         | 0.648       |
| 5   | Finlandia | 4   | 4     | 0     | 4     | 1    | 12   | 0.083 | 73          | 190         | 0.384       |

Źródło: patrz niżej
Zasady ustalania kolejności: .
Punktacja: zwycięstwo – 2 pkt; porażka – 1 pkt
Wyniki spotkań
| 22.08.1952 | Liban | 3:2 (15:12, 10:15, 12:15, 15:7, 15:10) | Izrael |

| 22.08.1952 | Polska | 3:0 (15:12, 15:7, 15:4) | Indie |

| 23.08.1952 | Liban | 3:1 (15:4, 15:5, 10:15, 15:3) | Finlandia |

| 23.08.1952 | Polska | 3:0 (15:1, 15:4, 15:1) | Izrael |

| 24.08.1952 | Polska | 3:0 (15:0, 15:1, 15:2) | Finlandia |

| 24.08.1952 | Indie | 3:0 (15:4, 15:0, 15:4) | Izrael |

| 26.08.1952 | Indie | 3:0 (15:6, 15:3, 15:9) | Finlandia |

| 26.08.1952 | Polska | 3:0 (15:2, 15:4, 15:2) | Liban |

| 27.08.1952 | Izrael | 3:0 (15:10, 15:8, 15:7) | Finlandia |

| 28.08.1952 | Indie | 3:0 (15:7, 15:11, 15:12) | Liban |

### Finał A

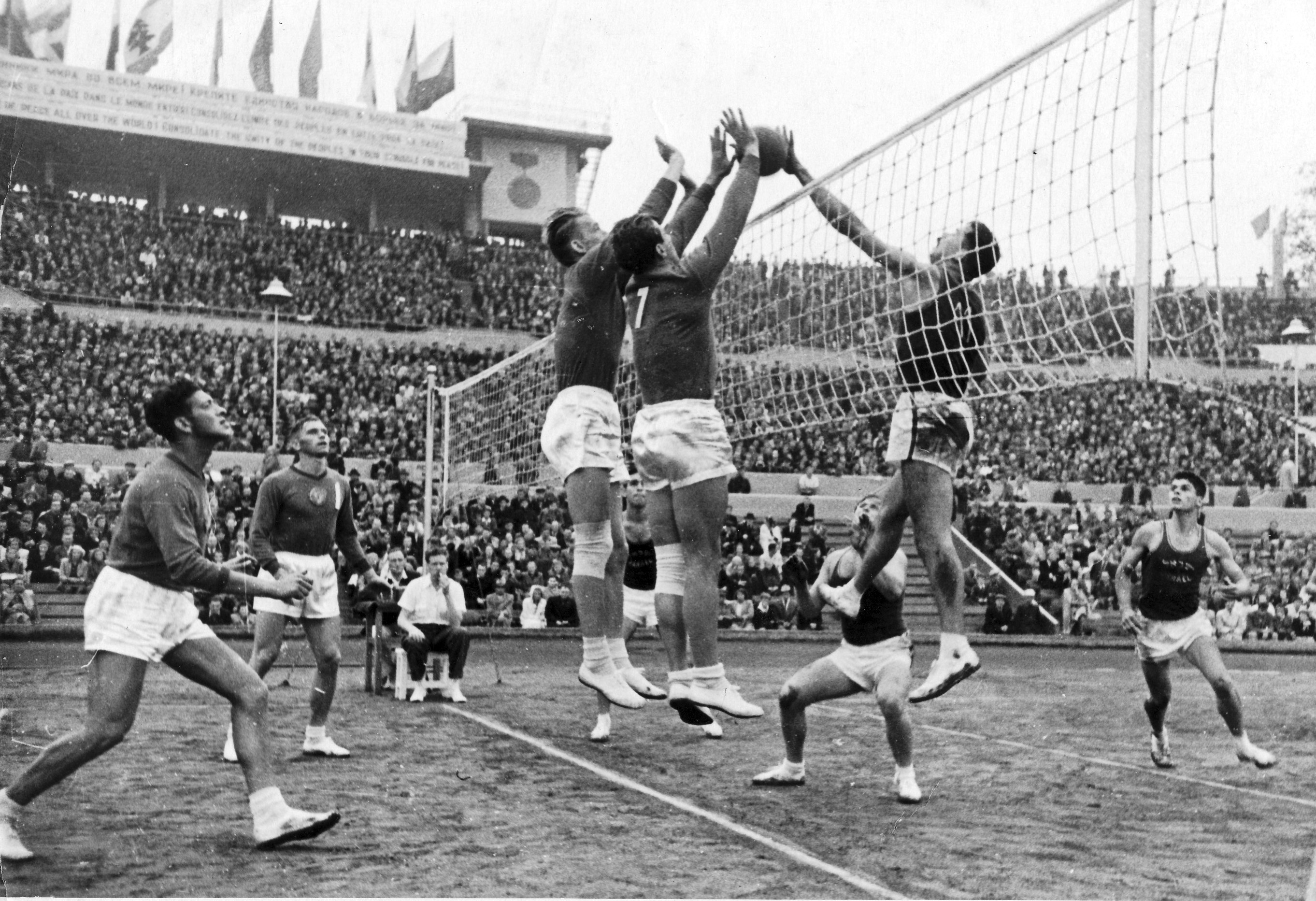
Mecz pomiędzy Izraelem a Związkiem Radzieckim

Tabela
| Lp. | Drużyna        | Pkt | Mecze | Mecze | Mecze | Sety | Sety | Sety  | Małe punkty | Małe punkty | Małe punkty |
| Lp. | Drużyna        | Pkt | M     | W     | P     | wyg. | prz. | ratio | zdob.       | str.        | ratio       |
| --- | -------------- | --- | ----- | ----- | ----- | ---- | ---- | ----- | ----------- | ----------- | ----------- |
| 1   | ZSRR           | 10  | 5     | 5     | 0     | 15   | 0    | MAX   | 225         | 116         | 1.940       |
| 2   | Czechosłowacja | 9   | 5     | 4     | 1     | 12   | 7    | 1.714 | 253         | 204         | 1.240       |
| 3   | Bułgaria       | 8   | 5     | 3     | 2     | 11   | 9    | 1.222 | 270         | 231         | 1.169       |
| 4   | Rumunia        | 7   | 5     | 2     | 3     | 7    | 13   | 0.538 | 216         | 262         | 0.824       |
| 5   | Węgry          | 6   | 5     | 1     | 4     | 7    | 12   | 0.583 | 220         | 264         | 0.833       |
| 6   | Francja        | 5   | 5     | 0     | 5     | 3    | 15   | 0.200 | 182         | 257         | 0.708       |

Źródło: patrz niżej
Zasady ustalania kolejności: .
Punktacja: zwycięstwo – 2 pkt; porażka – 1 pkt
Wyniki spotkań
| 22.08.1952 | Czechosłowacja | 3:0 (15:10, 15:6, 15:6) | Francja |

| 22.08.1952 | ZSRR | 3:0 (15:3, 15:5, 15:12) | Węgry |

| 23.08.1952 | Bułgaria | 3:1 (16:14, 12:15, 16:14, 15:9) | Rumunia |

| 23.08.1952 | Czechosłowacja | 3:2 (15:13, 11:15, 13:15, 15:9, 15:5) | Węgry |

| 24.08.1952 | ZSRR | 3:0 (15:5, 15:6, 15:10) | Rumunia |

| 24.08.1952 | Bułgaria | 3:1 (15:8, 15:9, 12:15, 15:5) | Francja |

| 25.08.1952 | ZSRR | 3:0 (15:11, 15:10, 15:5) | Bułgaria |

| 26.08.1952 | Czechosłowacja | 3:0 (15:8, 15:4, 15:5) | Rumunia |

| 26.08.1952 | Węgry | 3:0 (15:6, 16:14, 15:9) | Francja |

| 27.08.1952 | ZSRR | 3:0 (15:6, 15:11, 15:8) | Francja |

| 27.08.1952 | Rumunia | 3:1 (15:11, 11:15, 15:11, 15:13) | Węgry |

| 27.08.1952 | Czechosłowacja | 3:2 (12:15, 13:15, 15:8, 15:12, 15:13) | Bułgaria |

| 28.08.1952 | Rumunia | 3:2 (15:12, 15:11, 14:16, 11:15, 15:9) | Francja |

| 29.08.1952 | Bułgaria | 3:1 (15:8, 20:22, 15:13, 15:4) | Węgry |

| 29.08.1952 | ZSRR | 3:0 (15:11, 15:7, 15:6) | Czechosłowacja |

## Klasyfikacja końcowa
| Miejsce | Reprezentacja  |
| ------- | -------------- |
| złoto   | ZSRR           |
| srebro  | Czechosłowacja |
| brąz    | Bułgaria       |
| 4       | Rumunia        |
| 5       | Węgry          |
| 6       | Francja        |
| 7       | Polska         |
| 8       | Indie          |
| 9       | Liban          |
| 10      | Izrael         |
| 11      | Finlandia      |

## Składy drużyn

### ZSRR
Trener: Anatolij Czinilin
| - Giwi Achwlediani - Władimir Gajlit - Aleksiej Jakuszew - Jewgienij Koszelow - Siergiej Niefiedow - Michaił Pimienow | - Konstantin Rewa - Georgij Smoljaninow - Władimir Szczagin - Siemion Szczerbakow - Władimir Uljanow - Porfirij Woronin |

### Czechosłowacja
Trener: Václav Matiášek
| - Josef Brož - Karel Brož - Jaroslav Fučík - Jiří Jonáš - Jiří Kučera - Karel Láznička | - Zdenek Maly - František Mikota - Josef Musil - Jaromír Paldus - Josef Tesař - Josef Votava |

### Bułgaria
Trener: Georgi Krastew
| - Kosta Badżakow - Denjo Denew - Siergiej Gawriłow - Boris Gjuderow - Ljudmil Gjuderow - Bojan Moszełow | - Panajot Pondałow - Konstantin Szopow - Todor Simow - Dragomir Stojanow - Boris Władimirow - Dimityr Zachariew |

### Polska
Trener: Wiesław Piotrowski
| - Henryk Antczak - Teofil Czerwiński - Zbigniew Flont - Leszek Grodecki - Stanisław Jarosiński - Wacław Policewicz | - Marian Radomski - Józef Śliwka - Waldemar Pindelski - Tadeusz Wleciał - Jan Woluch - Janusz Zabokrzecki |